# Wola Gałecka
Wola Gałecka – wieś w Polsce położona w województwie mazowieckim, w powiecie przysuskim, w gminie Rusinów. Ma status sołectwa.
| SIMC    | Nazwa     | Rodzaj     |
| ------- | --------- | ---------- |
| 0635402 | Janki     | przysiółek |
| 0635419 | Olszowiec | przysiółek |

Prywatna wieś szlachecka, położona była w drugiej połowie XVI wieku w powiecie radomskim województwa sandomierskiego. W latach 1975–1998 miejscowość należała administracyjnie do województwa radomskiego.
Wierni Kościoła rzymskokatolickiego należą do parafii św. Szymona i Judy Tadeusza w Bielinach lub  do parafii św. Andrzeja Apostoła w Nieznamierowicach.